# Muntjakhirsche
Die Muntjakhirsche (Muntiacini) sind eine Tribus der Hirsche (Cervidae). Sie leben im südlichen und östlichen Asien.

## Merkmale
Sie sind eher kleine Hirsche, die durch ein einfaches Geweih charakterisiert sind. Dieses besteht nur aus einer Stange mit ein oder zwei Enden und wird wie bei fast allen Hirschen nur von den Männchen getragen. Wie Moschustiere und Wasserrehe haben sie im Oberkiefer zu Hauern verlängerte Eckzähne, die aus dem Maul herausragen.

## Gattungen und Arten
Es werden zwei Gattungen unterschieden: Die (Eigentlichen) Muntjaks (Muntiacus) umfassen elf Arten, von denen mehrere erst in den 1990er-Jahren entdeckt wurden. Der früher in eine eigene Gattung gestellte Riesenmuntjak wird heute ebenfalls dieser Gattung zugerechnet. Der Schopfhirsch (Elaphodus cephalophus) wird wegen einiger Merkmale (größerer Körper, kleinere Eckzähne, kleinere Geweihbasis) in eine eigene Gattung gestellt.
Ursprünglich wurden die Muntjakhirsche als eigenständige Unterfamilie (Muntiacinae) geführt und aufgrund ihrer eher urtümlichen Merkmale den anderen Hirschen gegenübergestellt. Im Jahr 1974 erkannte Colin Peter Groves, dass sie aufgrund des „plesiometacarpalen“ Baus der Vorderfüße (das heißt, dass nur die proximalen (dem Körper nahe) Teile der verkleinerten 2. und 5. Zehen vorhanden sind) mit den Echten Hirschen (Cervini) nahe verwandt sind. Molekulargenetische Untersuchungen konnten dies später bestätigen.
Die Tribus setzt sich folgendermaßen zusammen:
- Tribus Muntiacini Knottnerus-Meyer, 1907

- Gattung Elaphodus Milne-Edwards, 1872

- Schopfhirsch (Elaphodus cephalophus Milne-Edwards, 1872)

- Gattung Muntjaks (Muntiacus Rafinesque, 1815)

- Vietnam-Muntjak (Muntiacus puhoatensis Trai, 1997)
- Burma-Muntjak (Muntiacus putaoensis Amato, Egan & Rabinowitz, 1999)
- Roosevelt-Muntjak (Muntiacus rooseveltorum Osgood, 1932)
- Annam-Muntjak (Muntiacus truongsonensis (Giao, Tuoc, Dung, Wikramanayake, Amato, Arctander & Mackinnon, 1997))
- Riesenmuntjak (Muntiacus vuquangensis (Do Tuoc, Vu Van Dung, Dawson, Arctander & Mackinnon, 1994))

- Muntiacus muntjak-Gruppe

- Zentralindischer Muntjak (Muntiacus aureus (Hamilton Smith, 1826))
- Malabar-Muntjak (Muntiacus malabaricus Lydekker, 1915)
- Indischer Muntjak oder Muntjak (Muntiacus muntjak (Zimmermann, 1780))
- Schwarzfuß-Muntjak oder Hainan-Muntjak (Muntiacus nigripes G. M. Allen, 1930)
- Nordindischer Muntjak (Muntiacus vaginalis (Boddaert, 1785))

- Muntiacus crinifrons-Gruppe

- Schwarzer Muntjak (Muntiacus crinifrons (Sclater, 1885))
- Tenasserim-Muntjak (Muntiacus feae (Thomas & Doria, 1889))
- Gongshan-Muntjak (Muntiacus gongshanensis Ma, 1990)

- Muntiacus reevesi-Gruppe

- Borneo-Muntjak (Muntiacus atherodes Groves & Grubb, 1982)
- Sumatra-Muntjak (Muntiacus montanus Robinson & Kloss, 1918)
- Chinesischer Muntjak (Muntiacus reevesi (Ogilby, 1839))